# Chasselay (Ródano)
Chasselay é uma comuna francesa na região administrativa de Auvérnia-Ródano-Alpes, no departamento de Ródano. Estende-se por uma área de 12,78 km². Em 2010 a comuna tinha 2 858 habitantes (densidade: 223,6 hab./km²).